# Schweiggeria
Genre
Schweiggeria est un genre de plantes à fleurs de la famille des Violaceae avec une ou deux espèces, trouvées dans l’est du Brésil.

## Description
Ce sont des arbustes dont les feuilles sont oblancéolées (plus large près de l’extrémité). Les fleurs blanches fortement zygomorphes (bilatéralement symétriques) sont rarement solitaires, en fascicules, avec une corolle dont le pétale bas est plus long que les autres et griffé d’un éperon. Les étamines ont des filaments libres, les deux plus bas étant éperonnées et possédant un grand appendice conjonctif dorsal entier et oblong-ovale. Dans le gynécée, le style est muni d'un bec(ou lobé). Le fruit est une capsule à paroi épaisse avec 3 graines obovoïdes par carpelle.

## Taxonomie
Le genre Schweiggeria a été décrit pour la première fois par Sprengel, avec l’unique espèce Schweigge en 1821. En 1846, Lindley a classifié les deux Schweiggeria et  Ionidium dans les Violaceae bien que Bentham et Hooker (1862) aient appelé la famille Violarieae.
Historiquement, Schweiggeria a été placé au sein des Violaceae dans la sous-famille des Violoideae, tribu des Violeae, sous-tribu des Violinae, avec Anchietea, Calyptrion, Noisettia et Viola. Il a cependant été démontré que ces divisions sont artificielles et non monophylétiques. Des études de phylogénétique moléculaire montrent que les Violaceae sont mieux considérées comme quatre clades.

## Liste des espèces
Selon GBIF (14 février 2024) :
- Schweiggeria fruticosa Spreng.
- Schweiggeria mexicana Schltdl.

## Systématique
Le nom correct complet (avec auteur) de ce taxon est Schweiggeria Spreng.
Schweiggeria a pour synonyme :
- Glossarrhen Mart.